# Amazonörn
Amazonörn (Morphnus guianensis) är en stor hökfågel som förekommer i Latinamerika, framför allt i regnskog. Den minskar i antal och kategoriseras som nära hotad. 

## Utseende och läten
Amazonörn är en stor och slank örn som mäter 71–89 cm på längden. Den har ett stort huvud med en tofs uppepå. Benen är obefjädrade och stjärten är lång. Vingarna är breda och runda, vingbredden är 138–176 cm, vilket är förhållandevis kort för en örn av denna storleken. Skogslevande rovfåglar har ofta kort vingbredd för att kunna manövrera bättre i tätbevuxna miljöer. Huvud, rygg och bröst är oftast ljust brungrå, med vit strupe, svart fläck på tofsen och en mörk mask över ögonen. Det förekommer också mörka morfer med sotgrå eller svartaktig dräkt. Juvenilen är distinkt med vitt på bröst och huvud. Rygg och vingar är gråmarmorerade. Juveniler av mörk morf är likartade men mörkt brungrå. I flykten är amazonörnen blek undertill förutom det gråaktiga bröstet.

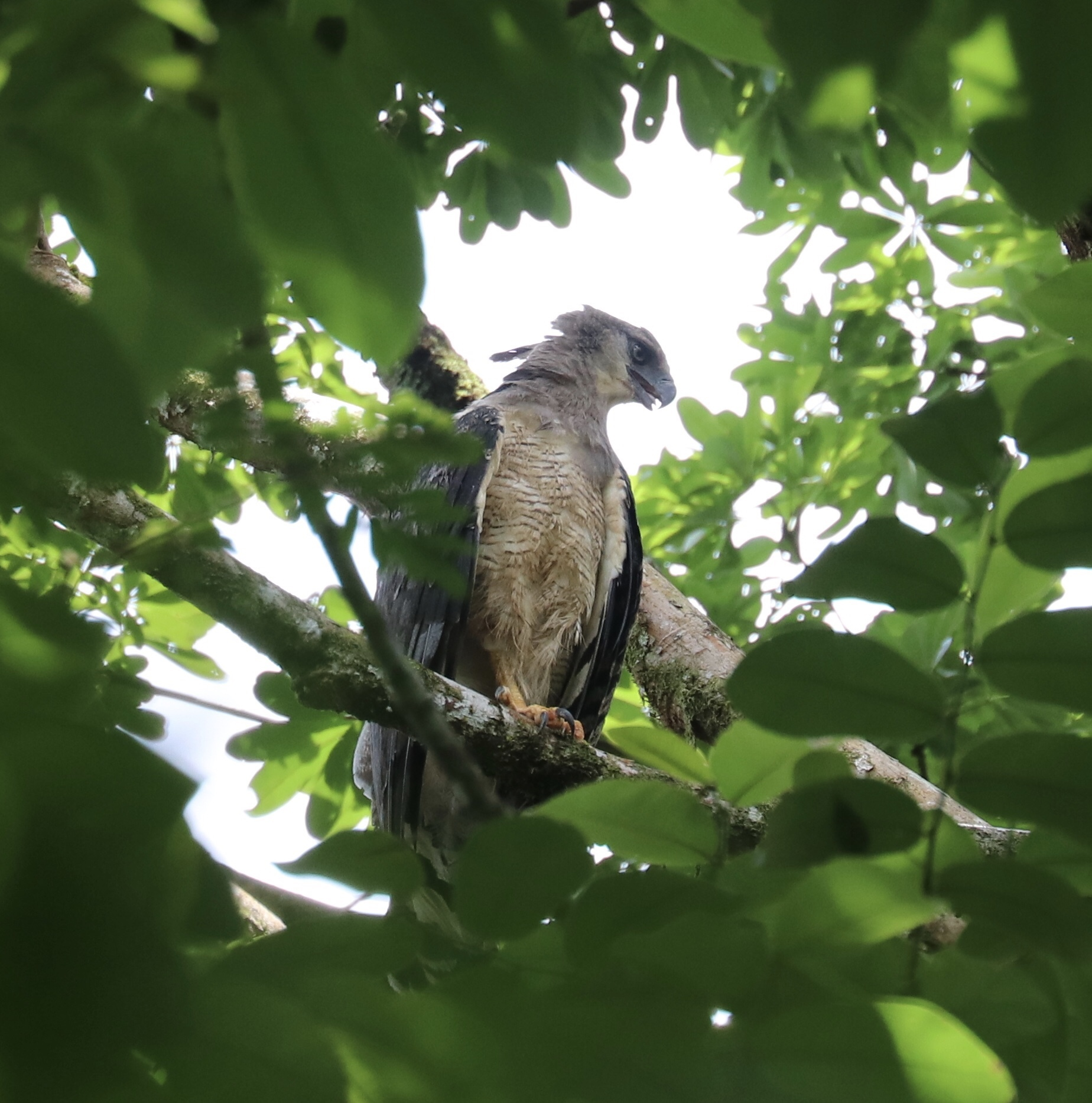

Amazonörn överlappar i utbredning med den något lika harpyjan, men denna är tydligt större och kraftigare byggd. Amazonörnar är oftast tysta, men yttrar ibland ett tvåstavigt visslande, den andra tonen ljusare än den första.

## Utbredning och systematik
Amazonörn förekommer från norra Guatemala genom Belize, Honduras, Nicaragua, Costa Rica, Panama, Anderna i Colombia, nordöstra Venezuela, Guyana, Surinam, Franska Guyana, Brasilien (där den idag mer eller mindre bara finns i Amazonbäckenet), östra Anderna i Ecuador, sydöstra Peru, Paraguay och östra Bolivia till norra Argentina. Över hela utbredningsområdet förekommer den sparsamt.
Amazonörnen är den enda arten i släktet Morphnus. Tidigare ansågs arten höra till apörnarna, en samling rovfåglar med liknande utseende som man idag vet inte är varandras närmaste släktingar. Istället hör amazonörnen till en liten grupp tropiska rovfåglar, dit också harpyjan hör men även papuaörn och fladdermusvråk.

## Ekologi
Amazonörnen finns i fuktiga låglänta skogar, oftast regnskogar. Den förekommer även i galleriskog och skogsraviner. För det mesta förekommer amazonörnen upp till 600 meter över havet, men i Anderna har observationer gjorts upp till 1600 meter över havet.
Amazonörnen undviker troligen konkurrens med harpyjan genom att ta mindre djur. Den verkar jaga mest genom att under långa perioder spana över skogen från en sittplats. Amazonörnen har setts ta skrikor, trumpetare och guaner vid fruktbärande träd, och till och med klippfåglar mitt under dess uppseendeväckande spel. Primärt livnär sig amazonörnen dock på mindre däggdjur som kapuciner, tamariner och ullapor. Även trädlevande gnagare, reptiler, pungråttor och kinkajouer kan vara del av amazonörnens diet, men den skiljer stort från individ till individ..
Amazonörnen uppträder nästan alltid ensamma eller i par. Häcksäsongen är från mars–april och framåt. Boet är mycket stort men grunt och placeras i huvudklykan av ett stort träd, ofta gömt i lövverket.

## Status och hot
Amazonörnen verkar alltid ha förekommit sparsamt. Även om utbredningsområdet fortfarande är stort kategoriseras den idag som nära hotad av IUCN. Fågeln påverkas mycket av habitatförstörelse och tros ej längre förekomma i ett antal numera skogsavverkade områden. Bland annat har den minskat kraftigt i Brasilien på grund av skogsavverkning. Amazonörnen är även en lätt måltavla för jägare genom att långa perioder sitta stilla.